# Virginia Vera

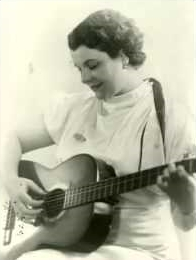
Virginia Vera

Virginia Vera (Virginia Borioli; * 14. April 1898 in Pavia, Italien; † 12. April 1949 in Buenos Aires) war eine argentinische Sängerin, Gitarristin, Komponistin und Schauspielerin italienischer Herkunft.

## Leben
Vera kam nach dem Tod ihres Vaters 1902 mit ihrer Familie nach Argentinien. Nachdem kurz darauf auch ihre Mutter gestorben war, wuchs sie in der Familie eines Onkels auf. Dessen Sohn Aquiles Roggero wurde später als Tangogeiger bekannt. 1914 heiratete sie den Zirkusmanager, Gitarristen und Komponisten Juan Fabián Vera. 1915 debütierte sie als Folksängerin im Zirkus Raffetto in Azul, wobei sie den Nachnamen ihres Mannes als Künstlername übernahm. In den folgenden Jahren war sie gelegentlich als Schauspielerin aktiv und hatte Auftritte als Sängerin zunächst in Zirkussen und später auch in Kinos.
Im Rundfunk debütierte sie 1927 bei Radio Sociedad Rural de Cerealistas in Rosario. Im Folgejahr ging sie nach Buenos Aires, wo sie ihre ersten Auftritte im Kino Rex hatte. Später trat sie auch an prominenteren Orten auf, wobei sie sich selbst auf der Gitarre begleitete oder Gitarristen wie Humberto Canataro, Roberto Pedretti, Alberto Remersaro, Héctor Besada, Hugo Zamora, Guillermo Casella und José Barone engagierte. Daneben setzte sie ihre Aktivitäten beim Hörfunk (Radio Prieto, Radio Excelsior, Radio Fénix, Radio Splendid) fort, bis sie Mitte der 1940er Jahre Gast der Shows von Tito Martínez del Box bei Radio Belgrano war.
1930 erhielt sie einen Vertrag beim Label Columbia, wo sie bis 1931 34 Titel aufnahm. 1931 drehte Luis Moglia Barth eine Reprise des seinerzeit erfolgreichen Stummfilms  Nobleza gaucha (1915) von Eduardo Martínez de la Pera und Ernesto Gunche als Tonfilm. Die Originalszenen mit Rich Orfilia, Celestino Petray, María Padín und Arturo Mario wurden um Szenen mit Gesang ergänzt, in denen Vera neben Patricinio Díaz auftrat. Das gleiche Verfahren wurde im Folgejahr bei Carlos R. De Paolis Film Santos Vega (1917) angewandt. Zu den Stummfilmszenen mit Ignacio Corsini und Pepe Podestá kamen hier Szenen mit Text und Gesang, in denen Vera an der Seite von Patrocinio Díaz, Dorita Davis, Raúl Romero und Fedora Cabral spielte.
1937 entstanden Veras nächste Aufnahmen, dieses Mal beim Label Odeon. Begleitet wurde sie von den Brüdern Juan, Asencio und Ramón Rodríguez auf der Gitarre. Da ihr traditioneller Gesangsstil in den 1940er Jahren nicht mehr den Zeitgeschmack entsprach, erhielt sie in der Folgezeit nur noch wenige Möglichkeiten aufzunehmen. 1944 nahm sie als Refrainsängerin (estribillista) an Rafael Rossis Aufnahme des Walzers Rosa de otoño von Guillermo Barbieri und José Rial teil. Das Archivo General de la Nación ersuchte sie 1947, ihren Gesang mit zwei Aufnahmen zu dokumentieren. So entstanden dort die Aufnahmen des Estilo Guitarra (von Agustín Irusta und Alfredo Bigeschi) und der Cifra De mi tierra (eigene Komposition nach einem Text von Luis García Morel). Nach schwerer Krankheit starb sie 1949 kurz vor ihren 51. Geburtstag.

## Kompositionen
- Amanece
- De mi tierra
- El lagarto
- El mate
- Idilio gaucho
- La cautiva del Paraná
- Lo que quiero tener
- Madre
- Memorias a Carlitos Gardel
- Paraguaya yo te quiero
- Por la razón o la juerza
- De mi tierra